# Per amore o per gioco
A Per amore o per gioco Toto Cutugno negyedik nagylemeze. 1985-ben jelent meg. Több sikerszám is született az albumról, de a legismertebb az előző évben kislemezen kiadott Serenata.

## Dalok
Minden szám Toto Cutugno szerzeménye, kivéve azok, ahol a szerzők jelölve vannak.
1. Mi piacerebbre
2. Azzura Malinconia
3. C'est Venice (Toto Cutugno/Maurizio Piccoli)
4. Hei...guarda chi c'è (Toto Cutugno/Adelio Cogliati)
5. Come mai
6. Una donna come te (Toto Cutugno/Cristiano Minellono)
7. Il cielo (Toto Cutugno/Cristiano Minellono)
8. Anna (Toto Cutugno/Adelio Cogliati)
9. Mademoiselle Ca Va
10. Serenata
11. Because I Love You
12. Vivo (Toto Cutugno/Adelio Cogliati)

## Közreműködött
- Toto Cutugno - ének, gitár, zongora, szintetizátorok, szaxofon

és még sokan mások